# Murina leucogaster
Murina leucogaster és una espècie de ratpenat que es troba a l'Índia, Mongòlia, la Xina, Corea i el Japó.